# Secondhand Daylight
Secondhand Daylight es el segundo álbum de la banda post-punk Magazine, lanzado por Virgin Records en 1979. Este álbum es caracterizado por ser más experimental que el anterior Real Life, de 1978. Esta vez, el álbum fue producido por Colin Thurston.
A pesar de haber ganado cierta popularidad, esta vez Magazine fue criticado por mostrar un álbum con música tan experimental, llegándoseles a comparar con los músicos de rock progresivo. La banda tenía también su alineación modificada, con John Doyle en la batería. Martin Jackson se había ido en julio de 1978, y fue reemplazado por Paul Spencer, hasta octubre, cuando es echado y reemplazado por Doyle. Jackson reaparecería en la escena musical en 1982, con The Chameleons, y Spencer se uniría a The Speedometors, luego de ser echado de Magazine.

## Lista de canciones
1. "Feed the Enemy" – 5:45 (H. Devoto/D. Formula)
2. "Rhythm of Cruelty" – 3:03 (H. Devoto/J. McGeoch/B. Adamson)
3. "Cut-Out Shapes" – 4:43 (Howard Devoto)
4. "Talk to the Body" – 3:34 (H. Devoto/J. McGeoch)
5. "I Wanted Your Heart" – 5:13 (H. Devoto/D. Formula/B. Adamson)
6. "The Thin Air" – 4:10 (H. Devoto/J. McGeoch)
7. "Back to Nature" – 6:40 (H. Devoto/D. Formula)
8. "Believe That I Understand" – 4:00 (H. Devoto/B. Adamson)
9. "Permafrost" – 5:25 (Howard Devoto)

Bonus Tracks (versión remasterizada del álbum, 2007):
1. "Give Me Everything" - 4:23
2. "I Love You You, Big Dummy" - 3:54
3. "Rhythm of Cruelty" (Original Single Version) - 3:04
4. "TV Baby" - 3:48

- Datos: Q1336102